# 急性大動脈症候群
急性大動脈症候群（きゅうせいだいどうみゃくしょうこうぐん、英: Acute aortic syndrome、AAS(略）とは、急性大動脈解離や大動脈壁内血腫（偽腔閉塞型大動脈解離）、大動脈瘤破裂・切迫破裂、穿通性粥状硬化性潰瘍など、胸痛を伴い時として致命的に成り得る重篤な大動脈疾患の一群のことである。AASは主として大動脈の中膜の病変が原因となり、部位の頻度としては下行大動脈が多い。またAASは大動脈基部に進展することにより冠動脈を閉塞して急性冠症候群に至ることがある。